# Ochrymowce
Ochrymowce (ukr. Охримівці) – wieś na Ukrainie w rejonie tarnopolskim obwodu tarnopolskiego.
W czasie okupacji niemieckiej mieszkająca tutaj ukraińska rodzina Błaszkewyczów ukrywała żydowskie małżeństwo Migdanów. W 1994 roku Instytut Jad Waszem uhonorował za to tytułami Sprawiedliwych wśród Narodów Świata Antona i Jewheniję Błaszkewyczów oraz ich córkę Mariję Parchin z d. Błaszkewycz.
Do 2020 w rejonie zbaraskim.

## Dwór
- mały dwór (budynek) wybudowany w XVIII w. z parkiem krajobrazowym[4]. Zniszczony w latach 1917-1919.

Rozgrabiono tak, że ślad nie został, Skibniewo, Andrejkowce, Rajkowce, Ochrymowce i szereg niezliczonych innych....